# Macromitrium platyphyllaceum
Macromitrium platyphyllaceum är en bladmossart som beskrevs av C. Müller 1898. Macromitrium platyphyllaceum ingår i släktet Macromitrium och familjen Orthotrichaceae. Inga underarter finns listade i Catalogue of Life.